# مسجد سيدي الناصر
مسجد سيدي الناصر من أشهرالمساجد بمدينة فرندة حيث تأسس عام 993 هجري وغب عام 1872م تم ترميمه من قبل أحمد ولد القاضي كرد على الفرنسيين الذين شيدوا كنيسة بالمدينة

## وصلة خارجية
- مسجد سيدي الناصر

## أنظر أيضا
- جامع كتشاوة